# 1923 (série télévisée)
Production
Diffusion
Chronologie
1883
1923 est une série télévisée dramatique américaine créée par Taylor Sheridan et diffusée entre le 18 décembre 2022 et le 6 avril 2025 sur la plateforme Paramount+. La série est une préquelle de la série Yellowstone diffusée sur Paramount Network et fait également suite à la série 1883.
En France, la série est disponible sur Paramount+ depuis le 3 avril 2023.

## Synopsis
En 1923 dans le Montana, une autre génération de la famille Dutton — menée par le patriarche Jacob et son épouse Cara — vit une époque de difficultés en tous genres, avec notamment la sécheresse, les pandémies, la Prohibition et surtout la Grande Dépression.
À la mort de James et Margaret Dutton, c’est le frère de James, Jacob Dutton, qui reprend les rênes du ranch, accompagné de sa femme Cara. Le couple, sans enfant, a élevé John et Spencer - les garçons de James et Margaret - comme les leurs, formant une cellule familiale soudée face aux aléas du temps.
John est marié à Emma Dutton et ils ont un fils, Jack, fou amoureux d'Elizabeth Strafford.
Spencer est chasseur en Afrique, où il travaille pour les Britanniques depuis la fin de la Première Guerre mondiale, à laquelle il a participé. Cela fait donc plusieurs années qu'il n'a pas mis les pieds dans le Montana, ni vu sa famille.
Elsa — bien qu’absente physiquement — joue le rôle de narratrice, tissant un lien émotionnel entre les générations.

## Distribution

### Acteurs principaux
- Helen Mirren (VF : Annie Le Youdec) : Cara Dutton, épouse de Jacob Dutton
- Harrison Ford (VF : Richard Darbois) : Jacob Dutton, le patriarche du ranch Yellowstone ranch, époux de Cara Dutton, frère de James
- Brandon Sklenar (VF : Alexis Victor) : Spencer Dutton[5]
- Julia Schlaepfer (en) (VF : Edwige Lemoine) : Alexandra
- Jerome Flynn (VF : Richard Leroussel) : Banner Creighton[6]
- Darren Mann (en) (VF : Gauthier Battoue) : Jack Dutton, fils de John Dutton Sr.
- Isabel May (VF : Sara Chambin) : Elsa Dutton, la narratrice
- Brian Geraghty (VF : Cédric Dumond) : Zane Davis
- Aminah Nieves : Teonna Rainwater
- Michelle Randolph (VF : Zina Khakhoulia) : Elizabeth « Liz » Strafford
- Timothy Dalton (VF : Edgar Givry) : Donald Whitfield[7]

### Acteurs récurrents
- Robert Patrick (VF : Michel Vigné puis Patrick Raynal)[note 1] : le shérif William McDowell[8]
- Sebastian Roché (VF : Julien Kramer) : Père Renaud
- Jennifer Ehle (VF : Anne Rondeleux) : Sœur Mary[9]
- Marley Shelton (VF : Rafaèle Moutier) : Emma Dutton
- Leenah Robinson : Baapuxti
- Caleb Martin (VF : Hervé Grull) : Dennis
- Brian Konowal (VF : Olivier Cordina) : Clyde / Clive
- Michael Greyeyes : Hank Plenty Clouds

### Invités
- James Badge Dale (VF : David Krüger) : John Dutton Sr., neveu et bras-droit de Jacob Dutton
- Colin Moss (en) (VF : Jérémy Prévost) : Charles Hardin
- Tim DeKay (VF : Pierre Tessier) : Bob Strafford
- Bruce Davison : le prince Arthur de Connaught
- Jessalyn Gilsig (VF : Virginie Ledieu) : Beverly Strafford
- Peter Stormare (VF : Paul Borne) : Lucca
- Michael Spears : Runs His Horse
- Joseph Mawle (VF : Jérémie Covillault) : Capitaine Shipley
- Jo Ellen Pellman (VF : Julie Turin) : Jennifer
- Jamie McShane (VF : Jérôme Keen) : le marshal Kent
- Currie Graham (VF : Thierry Kazazian) : Chadwick Benton
- Wallace Langham (VF : Vincent Violette) : Kyle Murphy
- Joy Osmanski (en) : Alice Davis (née Chow)
- Damian O'Hare (VF : Constantin Pappas) : Capitaine Hurley
- Virginia Gardner : Mabel

 Source et légende : version française (VF) sur RS Doublage

## Production
En février 2022, il est annoncé qu'une seconde série dérivée préquelle de Yellowstone intitulée 1932 est en développement après 1883.
En mai 2022, Helen Mirren et Harrison Ford sont annoncés dans les rôles principaux. En juin, la série est retitrée 1923. En septembre 2022, Sebastian Roché rejoint la distribution. James Badge Dale, Darren Mann, Marley Shelton, Michelle Randolph, Brian Geraghty, Aminah Nieves ou encore Julia Schlaepfer sont annoncés.
La préproduction débute à Butte en juillet 2022. Les prises de vues débutent officiellement en août 2022. Des scènes sont notamment tournées à Anaconda, Whitehall, Deer Lodge, Hamilton, Park City, Valier. L'habitation du ranch de la famille Dutton est Chief Joseph ranch à Darby dans le Montana; on la retrouve dans la série Yellowstone. Quelques scènes sont tournées en Afrique (Tanzanie) et en Europe.
Le 3 février 2023, la série est renouvelée pour une deuxième saison.
Le 19 juin 2023, le tournage de la saison 2 est repoussée à une date ultérieure à la suite de la Grève de la Writers Guild of America de 2023 qui dure depuis mai.

## Épisodes

### Première saison (2022-2023)
1. 1923 (1923)
2. La nature est reine (Nature's Empty Throne)
3. La guerre est déclarée (The War Has Come Home)
4. Guerre et Marée turquoise (War and the Turquoise Tide)
5. Les Fantômes de Zebrina (Ghost of Zebrina)
6. Le Destin au bout de l'océan (One Ocean Closer to Destiny)
7. La Règle des 500 (The Rule of Five Hundred)
8. Plus rien à perdre (Nothing Left to Lose)

### Deuxième saison (2025)
Note : pour les informations de renouvellement, voir la section Production.
Disponible dès le 23 février 2025.
1. La Saison de la chasse (The Killing Season)
2. Les Ravages de l'hiver (The Rapist Is Winter)
3. La terreur vous enveloppe (Wrap Thee in Terror)
4. Parcourez les rivières de fer (Journey the Rivers of Iron)
5. Des Coups de feu pour seuls guides (Only Gunshots to Guide Us)
6. Les Crocs monstrueux des montagnes (The Mountain Teeth of Monsters)
7. Un rêve et un souvenir (A Dream and a Memory)

## Accueil

### Accueil critique
La série est notée 4,3 sur 5 par les téléspectateurs sur le site d'Allociné (au 14 août 2025) et 8,3 sur 10 sur le site d'IMDb (au 14 août 2025).
A la sortie de la série, les critiques émises par les sites spécialisés évoquent une série qualitative, une véritable histoire générationnelle et un casting convaincant,,.

### Audiences
Le final de la série 1923 a attiré 14 millions de spectateurs dans le monde selon Paramount+.

## Distinctions

### Nominations
- Golden Globes 2024 :
  - Meilleure série télévisée dramatique
  - Meilleure actrice dans une série télévisée dramatique pour Helen Mirren